# Miss Rio Grande do Sul 2017
Miss Rio Grande do Sul 2017 foi a 63ª edição do tradicional concurso de beleza feminina do estado, válido para o concurso nacional de Miss Brasil 2017, único caminho para o Miss Universo. O evento contou com a presença de quarenta e oito (48) candidatas na seletiva realizada no "Canoas Parque Hotel", na cidade de Canoas, entre os dias 10 e 11 de junho. Dessa seletiva, foram escolhidas as vinte (20) candidatas que continuaram na disputa pelo título no dia 14 de julho no "Vila Ventura EcoResort", em Viamão, televisionado em formato de reality show dentro do "Programa da Regina".  A modelo taperense Letícia Borghetti Kuhn passou a coroa e a faixa à sua sucessora, sendo essa a modelo representante de Terra de Areia, Juliana Mueller Costa. O concurso foi comandado pelo jornalista e fotógrafo Marcelo Sóes. 

## Resultados

### Colocações
| Posição                 | Município e candidata |
| Miss RS 2017            | - Terra de Areia - Juliana Mueller |
| 2º. Lugar               | - São Borja - Vitória Bisognin |
| 3º. Lugar               | - Pelotas - Alina Furtado |
| 4º. Lugar               | - Gramado - Bianca Dewes |
| 5º. Lugar               | - Osório - Luísa Nava |
| (TOP 10) Semifinalistas | - Estrela - Débora Simonis - Passo Fundo - Ana Flávia Giacomini - Santa Maria - Jordana Carvalho - Três Passos - Morgana Martins - Venâncio Aires - Juliana Böhm |
| (TOP 15) Semifinalistas | - Charqueadas - Ariana Picolotto - Lajeado - Vanessa Corbellini - Novo Hamburgo - Luisa Brandt - Sertão Santana - Larissa Bayer - Tapejara - Gabriela Schmidt    |
| (TOP 20) Semifinalistas | - Arroio do Sal - Aline Boeira - Arroio Grande - Fernanda Morales - Canoas - Paloma Vidal - Mampituba - Crístia Callegari - Tupanciretã - Breceane Costa         |

### Prêmios especiais
A Miss BE Emotion foi eleita pelo visagista César Augusto.
| Prêmio              | Representação e candidata                         |
| Miss BE Emotion     | - Venâncio Aires - Juliana Böhm                   |
| Miss Voto Popular 1 | - Terra de Areia - Juliana Mueller (35.614 votos) |

1. A candidata mais votada alcança uma vaga na final da competição.

### Ordem dos anúncios
| 1. Pelotas 2. Osório 3. Venâncio Aires 4. Gramado 5. Lajeado 6. Novo Hamburgo 7. Terra de Areia 8. Tapejara 9. Charqueadas 10. Passo Fundo 11. Sertão Santana 12. São Borja 13. Estrela 14. Santa Maria 15. Três Passos | 1. Três Passos 2. Estrela 3. Osório 4. Passo Fundo 5. Venâncio Aires 6. Santa Maria 7. Terra de Areia 8. Pelotas 9. São Borja 10. Gramado | 1. Pelotas 2. São Borja 3. Gramado 4. Osório 5. Terra de Areia |  |

## Jurados
| Escolheram as 5 finalistas: 1. Regina Lima, jornalista; 2. Patrícia Parenza, consultora de moda; 3. Claro Gilberto, produtor de eventos. Escolheram as 10 semifinalistas: 1. Patrícia Parenza, consultora de moda; 2. Augusto Grave, Mister Rio Grande do Sul; 3. Dr. João Samuel, cirurgião plástico. Escolheram as 15 semifinalistas: 1. Deise Nunes, Miss Brasil 1986; 2. Patrícia Parenza, consultora de moda; 3. Dr. Manuel Barrios, cirurgião dentista. | Escolheram a vencedora: 1. Paty Leivas, relações públicas; 2. Beto y Plá, diretor de eventos da Band; 3. Karina Adres, diretora executiva do Miss Brasil; 4. Miltinho Talaveira, publicitário. Escolheram as 20 semifinalistas: 1. Ico Thomaz, jornalista; 2. Madeleine Muller, produtora e stylist; 3. Claro Gilberto, diretor de eventos da RBS; 4. Dr. João Samuel, cirurgião plástico; 5. Deise Nunes, Miss Brasil 1986. |

## Candidatas

### Oficiais
Disputaram o título este ano:
| - Arroio do Sal - Aline Boeira - Arroio Grande - Fernanda Morales - Canoas - Paloma Vidal - Charqueadas - Ariana Picolotto - Estrela - Débora Simonis - Gramado - Bianca Dewes - Lajeado - Vanessa Corbellini - Mampituba - Crístia Callegari - Novo Hamburgo - Luisa Brandt - Osório - Luísa Nava | - Passo Fundo - Ana Flávia Giacomini - Pelotas - Alina Furtado - Santa Maria - Jordana Carvalho - São Borja - Vitória Bisognin - Sertão Santana - Larissa Bayer - Tapejara - Gabriela Schmidt - Terra de Areia - Juliana Mueller - Três Passos - Morgana Martins - Tupanciretã - Breceane Costa - Venâncio Aires - Juliana Böhm |

## Seletiva
A seletiva ocorreu nos dias 10 e 11 de junho.
| - Alegrete - Hillary Zinneli - Arroio do Sal - Aline Boeira - Arroio Grande - Fernandes Morales - Bagé - Laura Mattos - Canoas - Paloma Vidal - Capão do Leão - Débora Lopes - Carazinho - Carina Schreiner - Caxias do Sul - Pricila Zanol - Charqueadas - Ariana Picolotto - Chuí - Jéssica Schardosim - Constantina - Mayra Bressan - Crissiumal - Jhovana Benetti - Esteio - Jéssica Giácomo - Estrela - Débora Simonis - Gramado - Bianca Dewes - Gravataí - Nicoly Künkel - Hulha Negra - Taiane Gomes - Lajeado - Vanessa Corbellini - Mampituba - Crístia Callegari - Morrinhos do Sul - Karina Portal - Morro Redondo - Juliana Peil - Novo Hamburgo - Luisa Brandt - Osório - Luísa Nava - Passo Fundo - Ana Flávia Giacomini | - Pelotas - Alina Furtado - Porto Alegre - Júlia Fagundes - Rio Grande - Stephany de Castro - São Borja - Vitória Bisognin - São Jerônimo - Priscila Nunes - São Leopoldo - Rosana Lima - São Lourenço do Sul - Lauren Richter - Santa Cruz do Sul - Carmine Schuh - Santa Maria - Jordana Carvalho - Santa Vitória do Palmar - Ingrid Moreno - Santo Ângelo - Janaína Londero - Sapucaia do Sul - Thalia Serafini - Sertão Santana - Larissa Bayer - Tapejara - Gabriela Schmidt - Tapes - Andressa Costa - Taquara - Eduarda Kappel - Taquari - Grazieli Ochôa - Tavares - Yasmin Cardoso - Terra de Areia - Juliana Müller - Torres - Heloíza Schwanck - Tramandaí - Vitória Aquino - Três Passos - Morgana Martins - Tupanciretã - Breceane Costa - Venâncio Aires - Juliana Böhm |

## Crossovers
Candidatas em outros concursos:
| Miss Rio Grande do Sul - 2012: Osório - Luísa Nava (5º. lugar) - (Representando o município de Osório) - 2012: São Borja - Vitória Bisognin (3º. lugar) - (Representando o município de Santa Maria) - 2015: Constantina - Mayra Bressan - (Representando o município de Serafina Corrêa) - 2015: Osório - Luísa Nava (3º. lugar) - (Representando o município de Osório) A Mais Bela Gaúcha - 2014: Venâncio Aires - Juliana Böhm (vencedora) - (Representando o município de Venâncio Aires) Miss Rio Grande do Sul Latina - 2013: São Borja - Vitória Bisognin (2º. lugar) - (Representando o município de Santa Maria) - 2013: Venâncio Aires - Juliana Böhm (Top 16) - (Representando o município de Venâncio Aires) Miss Mundo Brasil - 2014: São Borja - Vitória Bisognin (3º. lugar) - (Representando a Ilha dos Lobos em Florianópolis, Santa Catarina) - 2014: Venâncio Aires - Juliana Böhm - (Representando a Ilha dos Marinheiros em Florianópolis, Santa Catarina) | Miss Brasil Globo - 2014: Santa Maria - Jordana Carvalho (2º. lugar) - (Representando o Rio Grande do Sul em Brasília, Distrito Federal) Rainha Internacional do Café - 2015: São Borja - Vitória Bisognin (4º. lugar) - (Representando o Brasil em Manizales, na Colômbia) Garota Verão - 2003: Venâncio Aires - Juliana Böhm - (Representando o município de Dois Irmãos) - 2009: São Borja - Vitória Bisognin - (Representando o município de Santa Maria) - 2009: Terra de Areia - Juliana Müller (vencedora) - (Representando o município de Esteio) - 2010: São Borja - Vitória Bisognin - (Representando o distrito de Túnel Verde) - 2011: Osório - Luísa Nava (Top 10) - (Representando o município de Porto Alegre) - 2014: Gramado - Bianca Dewes (1ª. princesa) - (Representando o município de São Sebastião do Caí) - 2014: Mampituba - Crístia Callegari - (Representando o município de Três Cachoeiras) |